# Ilha Galveston

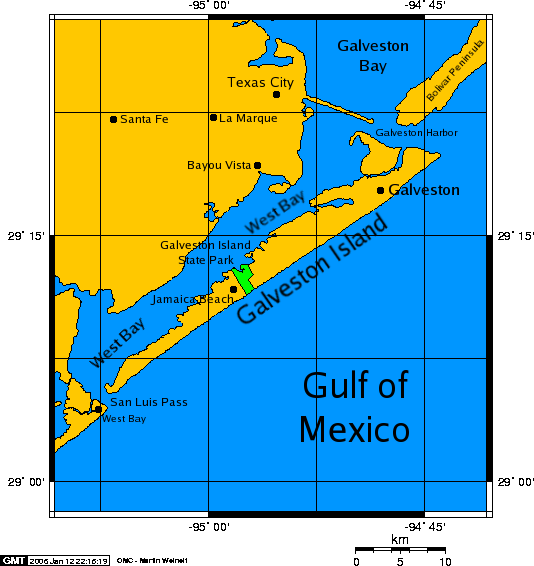
Localização da ilha Galveston.

A Ilha Galveston é uma ilha-barreira na costa do Texas, Estados Unidos da América, cerca de 80 km a sudeste de Houston.
Com 58 175 habitantes (censo de 2000), e 170 km² de área, é uma das mais habitadas ilhas dos Estados Unidos. Grande parte da ilha pertence aos limites administrativos da cidade de Galveston.